# Chaingy
Chaingy is een gemeente in het Franse departement Loiret (regio Centre-Val de Loire). De plaats maakt deel uit van het arrondissement Orléans. Chaingy telde op 1 januari 2022 4.081 inwoners.

## Geografie
De oppervlakte van Chaingy bedroeg op 1 januari 2022 21,69 vierkante kilometer; de bevolkingsdichtheid was toen 188,2 inwoners per km².

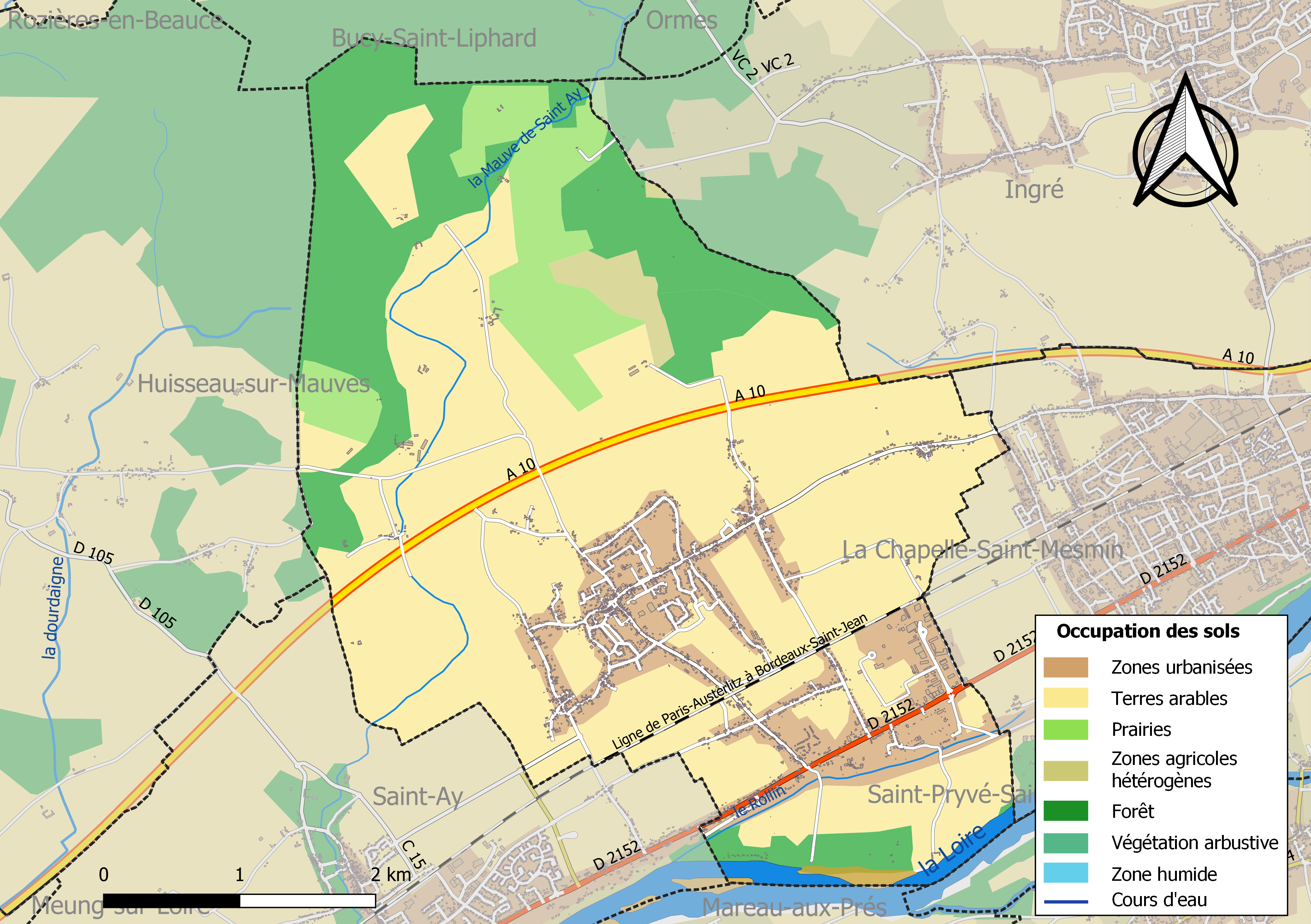
Kaart van de gemeente met de belangrijkste infrastructuur, bodemgebruik en omliggende gemeenten

## Demografie
Onderstaande figuur toont het verloop van het inwonertal (bron: INSEE-tellingen).